# Ugandan Air Force
La Ugandan Air Force, nota anche come Ugandan Peoples Defence Force Air Wing e con la sigla UPDFAF, tradotto dalla lingua inglese Forza aerea dell'Uganda, è l'attuale aeronautica militare dell'Uganda e parte integrante, assieme ad esercito e marina militare, della Ugandan Peoples Defence Force le forze armate ugandesi di difesa.

## Storia
Nel 1976 tutta la dotazione dei Mikoyan-Gurevich MiG-17 ugandesi fu distrutta al suolo dalle forze speciali israeliane durante la Operazione Entebbe.

## Aeromobili in uso
Sezione aggiornata annualmente in base al World Air Force di Flightglobal del corrente anno. Tale dossier non contempla UAV, aerei da trasporto VIP ed eventuali incidenti accorsi durante l'anno della sua pubblicazione. Modifiche giornaliere o mensili che potrebbero portare a discordanze nel tipo di modelli in servizio e nel loro numero rispetto a WAF, vengono apportate in base a siti specializzati, periodici mensili e bimestrali. Tali modifiche vengono apportate onde rendere quanto più aggiornata la tabella.
| Aeromobile                      | Origine     | Tipo                                     | Versione (denominazione locale) | In servizio (2024) | Note | Immagine |
| Aerei da combattimento          |             |                                          |                                 |                    | |          |
| Mikoyan-Gurevich MiG-21 Fishbed | Russia      | caccia intercettoreconversione operativa | MiG-21-2000 MiG-21UM            | 5?                 | 5 MiG-21MF e 2 MiG-21UM ex Aeronautica polacca acquistati nel 1999 ed aggiornati dalla israeliana IAI allo standard MiG-21-2000. |          |
| Sukhoi Su-30 Flanker            | Russia      | caccia multiruolo                        | Su-30MK2                        | 5                  | 6 Su-30MK2 consegnati in tre lotti di due velivoli ciascuno nel luglio 2011, nell’ottobre 2011 e nel maggio 2012. Il 4 marzo 2022, Uganda e India hanno firmato un Memorandum of Understanding (MoU) per la manutenzione e il supporto tecnico dei 5 Sukhoi Su-30MK2 superstiti da parte dell'azienda indiana HAL. Uno dei sei esemplari consegnati è stato perso il 28 gennaio 2020. |          |
| Aerei da trasporto              |             |                                          |                                 |                    | |          |
| Cessna 208 Caravan              | Stati Uniti | aereo da trasporto leggero               | C-208                           | 2                  | |          |
| Beechcraft Super King Air       | Stati Uniti | aereo da trasporto leggero               | B350                            | 1                  | |          |
| Aerei da addestramento          |             |                                          |                                 |                    | |          |
| Aero L-39 Albatros              | Rep. Ceca   | Aereo da addestramento                   | L-39ZAL-39ZO                    | 7                  | 3 L-39ZO ex Aeronautica libica ricevuti nel 1987, 4 L-39ZA ex Aeronautica bulgara ricevuti nel 2002 e revisionati in Ucraina una prima volta nel 2009/2010 ed una seconda volta nel 2019/2020. Un singolo L-39ZO ex tedesco orientale acquistato sul mercato civile e, nel 2018, 3 ex L-39ZA bulgari e uno ex Aeronautica rumena si sono uniti alla flotta dopo essere stati revisionati e modernizzati da OAZ in Ucraina. Nel corso degli anni sono stati acquisiti anche altri due L-39, ed al marzo 2020 erano 14 gli esemplari in organico, anche se gli aerei visti in alcune occasioni non erano più di sette. |          |
| Aermacchi SF-260                | Italia      | Aereo da addestramento                   | SF-260                          | 4?                 | |          |
| Elicotteri                      |             |                                          |                                 |                    | |          |
| Agusta-Bell AB 206 JetRanger II | Stati Uniti | elicottero utility multiruolo            | AB 206B                         | 5                  | Uno dei 6 esemplari in servizio a tutto il dicembre 2020, è stato perso l'11 febbraio 2021. |          |
| Mil Mi-17 Hip                   | Russia      | elicottero utility multiruolo            | Mi-17                           | 10                 | |          |
| Mil Mi-24 Hind                  | Russia      | Elicottero d'attacco                     | Mi-24Mi-35                      | 6                  | |          |
| Mil Mi-28 Havoc                 | Russia      | Elicottero d'attacco                     | Mi-28NE                         | 4                  | 6 Mi-28NE ordinati, con i primi tre esemplari consegnati a giugno 2022. Un esemplare è stato perso in un incidente il 2 gennaio 2024. |          |
| Bell UH-1 Huey                  | Stati Uniti | elicottero utility multiruolo            | UH-1H                           | 5                  | 5 UH-1H ceduti ex US Army ceduti nel 2017, aggiornati allo standard Huey II, e consegnati nel giugno del 2018. |          |

## Aeromobili ritirati
- Piaggio FWP-149D